# پل گزندر
پل گزندر مربوط به دوره پهلوی است و در تویسرکان، میدان جانبازان، دره گزندر (در فاصله ۷ کیلومتری میدان)، باغهای گرد وی حاشیه شهر، پل گزندر واقع شده و این اثر در تاریخ ۱۸ اسفند ۱۳۸۷ با شمارهٔ ثبت ۲۵۱۶۳ به‌عنوان یکی از آثار ملی ایران به ثبت رسیده است.